# Lindsaea trilobata
Lindsaea trilobata là một loài dương xỉ trong họ Lindsaeaceae. Loài này được Col. mô tả khoa học đầu tiên năm 1884.
Danh pháp khoa học của loài này chưa được làm sáng tỏ. 